# Perdusenia rheophila
Perdusenia es un género monotípico de musgos hepáticas perteneciente a la familia Geocalycaceae. Su única especie Perdusenia rheophila, es originaria de  Argenputatina y Chile.

## Taxonomía
Perdusenia rheophila fue descrita por Hässel de Menéndez    y publicado en Revista del Museo Argentino de Ciencias Naturales "Bernardino Rivadavia" e Instituto Nacional de Investigación de las Ciencias Naturales, Botánica 7: 11. f. 1–2: 11. 1989.